# 라이데마이스터 비틀림
위상수학에서 라이데마이스터 비틀림(Reidemeister뒤틀림, 영어: Reidemeister torsion) 또는 해석적 뒤틀림(解析的뒤틀림, 영어: analytic torsion)은 그 기본군의 표현이 주어진 위상 공간에 대하여 정의되는 불변량이다. 특별한 경우, 이는 평탄 코쥘 접속을 갖는 매끄러운 벡터 다발 값을 갖는 미분 형식의 라플라스 연산자의 제타 함수 조절 행렬식으로 계산될 수 있다.

## 정의

### 해석적 정의
다음이 주어졌다고 하자.
- 연결 콤팩트 가향 리만 다양체 {\displaystyle (M,g)}
- 매끄러운 벡터 다발 {\displaystyle E\twoheadrightarrow M}
- {\displaystyle E} 위의 평탄 코쥘 접속 {\displaystyle \nabla \colon \Gamma ^{\infty }(M,E)\to \Gamma ^{\infty }(M,E\otimes _{M}\mathrm {T} ^{*}M)}

그렇다면, {\displaystyle E}값 {\displaystyle k}차 미분 형식의 공간 {\displaystyle \Omega ^{\bullet }(M;E)} 위의 라플라스 연산자
{\displaystyle \Delta ^{(k)}\colon \Omega ^{k}(M;E)\to \Omega ^{k}(M;E)}
를 정의할 수 있다. 그 고윳값들을 {\displaystyle (\lambda _{i}^{(k)})_{i\in I_{k}}}라고 하자. (콤팩트성 가정에 의하여 연속 스펙트럼이 존재하지 않는다.)
그렇다면, {\displaystyle E}의 {\displaystyle k}차 제타 함수는 충분히 큰 실수 성분을 갖는 {\displaystyle s}에 대하여 다음과 같다.
{\displaystyle \zeta _{k}(s)=\sum _{i\in I,\;\lambda _{i}^{(k)}\neq 0}(\lambda _{i}^{(k)})^{-s}\qquad (\operatorname {Re} s\gg 0)}
이를 복소평면에 해석적 연장을 가할 수 있다.
그렇다면, {\displaystyle \Delta ^{(k)}}의 행렬식을 다음과 같이 제타 함수 조절로 정의할 수 있다.
{\displaystyle \det(\Delta ^{(k)})=\exp(-\zeta '_{i}(0))}
이 값들은 물론 일반적으로 리만 계량 {\displaystyle g} 및 {\displaystyle M}의 매끄러움 구조에 의존한다. 그런데 다음과 같은 조합은 리만 계량 및 매끄러움 구조에 의존하지 않음을 보일 수 있으며, 이를 라이데마이스터 비틀림이라고 한다.
{\displaystyle \rho (M;E)=\prod _{i=0}^{\dim M}(\det \Delta ^{(k)})^{-(-)^{k}k/2}}

### 위상수학적 정의
다음이 주어졌다고 하자.
- 연결 유한 CW 복합체 {\displaystyle X}. 그 범피복 공간을 {\displaystyle {\tilde {X}}}라고 하자.
- {\displaystyle \pi _{1}(X)}의 유한 차원 직교 행렬 표현 {\displaystyle r\colon \pi _{1}(X)\to \operatorname {GL} (V;\mathbb {R} )}

그렇다면, 실수 계수 사슬 복합체 {\displaystyle (D_{\bullet },\partial _{\bullet })}를 다음과 같이 정의할 수 있다.
{\displaystyle D_{\bullet }=V\otimes _{\mathbb {Z} [\pi _{1}(X)]}\operatorname {C} _{\bullet }({\tilde {X}})}
그 호몰로지가 모두 0이라고 하자.
{\displaystyle \operatorname {H} _{\bullet }(D)=0}
이제, 다음 조건을 만족시키는 임의의 사슬 사이의 성분별 사상
{\displaystyle \gamma _{\bullet }\colon D_{\bullet }\to D_{\bullet +1}}
을 생각하자.
{\displaystyle \partial _{n+1}\circ \gamma _{n}+\gamma _{n-1}\circ \partial _{n}=1}
(이는 사슬 사상이 아니다.) 그렇다면
{\displaystyle (\partial +\gamma )_{2\bullet }\colon D_{2\bullet }\to D_{2\bullet +1}}
{\displaystyle (\partial +\gamma )_{2\bullet +1}\colon D_{2\bullet +1}\to D_{2\bullet }}
를 생각할 수 있다. 이들은 {\displaystyle D_{2\bullet }=\textstyle \bigoplus _{n\in \mathbb {Z} }D_{2n}}과 {\displaystyle D_{2\bullet +1}=\textstyle \bigoplus _{n\in \mathbb {Z} }D_{2n+1}} 사이의 실수 벡터 공간 동형을 정의한다.
그렇다면, {\displaystyle (X,V)}의 라이데마이스터 비틀림은 다음과 같다.
{\displaystyle \rho (X;V)=|\det(\partial +\gamma )_{2\bullet +1}|^{-1}\in \mathbb {R} ^{+}}
이 값은 {\displaystyle \gamma }의 선택에 의존하지 않음을 보일 수 있다.

### 두 정의 사이의 관계
다음이 주어졌다고 하자.
- 연결 콤팩트 리만 다양체 {\displaystyle (M,g)}
- {\displaystyle M} 위의 매끄러운 벡터 다발 {\displaystyle E\twoheadrightarrow M}
- {\displaystyle E}의 평탄 코쥘 접속 {\displaystyle \nabla }

그렇다면, 임의의 점 {\displaystyle x\in M}에 대하여, 홀로노미
{\displaystyle \operatorname {hol} _{E}\colon \pi _{1}(M,x)\to \operatorname {GL} (E_{x})}
를 정의할 수 있다. 이는 군 준동형이다.
그렇다면,
{\displaystyle \rho (X;\operatorname {hol} _{E})=\rho (X;E)}
이다. 여기서 좌변은 위상수학적 정의이며, 우변은 해석적 정의이다.

## 응용
라이데마이스터 비틀림은 천-사이먼스 이론의 섭동 이론적 양자화에서 등장한다.

## 역사
쿠르트 베르너 프리드리히 라이데마이스터(독일어: Kurt Werner Friedrich Reidemeister, 1893~1971)가 1935년에 렌즈 공간을 분류하기 위하여 라이데마이스터 비틀림의 위상수학적 정의를 도입하였다. 라이데마이스터의 정의는 오직 성분별 선형 위상 동형(영어: piecewise linear homeomorphism)에 대하여 불변이었으나, 1960년에 브로디(영어: E. J. Brody)가 이 값이 모든 위상 동형에 대하여 불변임을 증명하였다.
1971년에 대니얼 버릴 레이(영어: Daniel Burrill Ray, 1928~1980)와 이저도어 싱어가 라이데마이스터 비틀림의 해석적 정의를 도입하였으며, 이 두 정의가 서로 동치라고 추측하였다. 이 추측은 1978년 경에 제프 치거와 베르너 뮐러(독일어: Werner Müller)가 각각 독자적으로 증명하였다.